# Francisco Barnés Salinas
Francisco José Barnés Salinas (Sevilla, 1877 - Ciutat de Mèxic, 1947) va ser un catedràtic i polític andalús, fill del pensador krausista Francisco José Barnés y Tomás i germà de Domingo Barnés Salinas. Va ser ministre d'Instrucció Pública i Belles arts durant el Tercer Govern Reformista de la Segona República Espanyola.
Membre del Partit Republicà Radical Socialista i d'Izquierda Republicana, a les eleccions de 1931, va obtenir un escó per la circumscripció d'Àvila. Va ocupar la cartera de ministre d'Instrucció Pública i Belles arts entre el 12 de juny i el 12 de setembre de 1933 al govern presidit per Manuel Azaña i posteriorment, entre el 13 de maig de 1936 i el 19 de juliol de 1936, en el gabinet que va presidir Santiago Casares Quiroga, per continuar en el seu càrrec fins al 4 de setembre d'aquest any al govern presidit per José Giral. Posteriorment va ser cònsol de la Segona República Espanyola a Alger i Gibraltar. Després de la Guerra Civil s'exilià a Mèxic, on va morir.